# Gauliga Saale
Die Gauliga Saale (auch 1. Klasse Saale) war eine der obersten Fußballligen des Verbandes Mitteldeutscher Ballspiel-Vereine (VMBV). Sie wurde 1902 ins Leben gerufen und bestand bis zur Auflösung des VMBV 1933. Der Sieger qualifizierte sich für die Endrunde der mitteldeutschen Fußballmeisterschaft.

## Überblick
Nachdem weitere Vereine sich dem VMBV angeschlossen hatten, erfolgte die Gründung des Gaues III Saale zur Spielzeit 1902/03. Dieser hatte jedoch nur den Status einer 4. Klasse und war in der Ligahierarchie des Gaues Nordwestsachsen eingeordnet. Der BSC Hohenzollern 99 Merseburg, Weißenfelser SC 1903, FC Preußen Weißenfels, SC Naumburg und Zeitzer BC von 1903 spielten in der ersten Spielzeit in diesem Gau. Auch in den folgenden Jahren war der Gau weiterhin unterklassig. Zur Spielzeit 1907/08 wurde dann auch in diesem Gau eine erste Klasse eingeführt, der Hallesche FC 1896 und der FC Wacker Halle wechselten aus der 1. Klasse Nordwestsachsens in diese Spielklasse. Die 1. Klasse Saale startete mit vier Teilnehmern. Bis 1913/14 variierte die Anzahl der Mannschaften in der Gauliga zwischen vier und fünf Mannschaften. 1912 wurde ein Teil des Gebietes als Gauliga Saale-Elster eigenständig. Trotz des Beginns des Ersten Weltkriegs fand 1914 weiterhin ein Spielbetrieb statt. Die teilnehmenden Mannschaften wurden in den Kriegsspielzeiten auf acht erhöht.
Im Zuge der Spielklassenreform des VMBV 1919 war die Gauliga Saale nur noch zweitklassig. Mit der Kreisliga Saale wurde eine neue oberste Spielklasse geschaffen, die neben dem Gau Saale noch den Gau Saale-Elster beinhaltete, jedoch von den Halleschen Vereinen dominiert wurde. Zur Spielzeit 1923/24 wurden die Kreisligen wieder abgeschafft, fortan war die Gauliga Saale bis 1933 erneut erstklassig. Ab 1927 wurde die Liga mit zehn Teilnehmern ausgespielt.
Im Zuge der Gleichschaltung wurde der VMBV und demzufolge auch die Gauliga Saale, wenige Monate nach der Machtübernahme der Nationalsozialisten im Jahre 1933 aufgelöst. Die besten zwei Vereine qualifizierten sich für die neu eingerichtete Gauliga Mitte, die weiteren Vereine wurden in die unteren Spielklassen eingeordnet.
Die Gauliga Saale wurde von den Vereinen aus Halle dominiert, bis auf die Merseburger Vereine konnten sich nur wenige Mannschaften außerhalb Halles längerfristig in der obersten Spielklasse halten. Anfangs machten der Hallesche FC 1896 und der FC Wacker Halle die Gaumeisterschaften unter sich aus. In der Kriegszeit konnten dann erstmals die Sportfreunde Halle und Borussia Halle den Meistertitel gewinnen. Es folgten nochmals drei Meisterschaften des Halleschen FC 1896, bevor dieser in den 1920ern qualitativ zurückfiel. Die 1920er wurden von Wacker Halle, den Sportfreunden Halle und Borussia Halle dominiert.

## Einordnung
Die übermäßige Anzahl an erstklassigen Gauligen innerhalb des VMBVs hatte eine Verwässerung des Spielniveaus verursacht, es gab teilweise zweistellige Ergebnisse in den mitteldeutschen Fußballendrunden. Die Vereine aus der Gauliga Saale gehörten jedoch zu den spielstärksten Vereinen im Verband. 1917, 1919 und 1928 konnte der Gaumeister Saale auch die mitteldeutsche Fußballendrunde gewinnen und qualifizierte sich somit für die Deutsche Fußballmeisterschaft. Sieben weitere Male schaffte es der Saale-Gaumeister bis ins Finale der mitteldeutschen Fußballendrunde. In keiner Spielzeit schied der Gaumeister bereits in der ersten Runde aus.
Auch in der ab 1933 eingeführten Gauliga Mitte konnten die qualifizierten Mannschaften aus der Gauliga Saale anfangs oben mitspielen, der FC Wacker Halle wurde 1933 Gaumeister Mitte. In der Folgezeit verblieb zumindest immer ein Verein aus diesem Gebiet in der Erstklassigkeit, eine weitere Teilnahme an der deutschen Fußballmeisterschaft gelang jedoch nicht mehr.

## Meister der Gauliga Saale 1908–1933
| Jahr    | Gaumeister Saale   | Abschneiden mitteldt. Meisterschaft a | Mitteldeutscher Meister       |
| ------- | ------------------ | ------------------------------------- | ----------------------------- |
| 1907/08 | Hallescher FC 1896 | Halbfinale (2)                        | Wacker Leipzig                |
| 1908/09 | Hallescher FC 1896 | Finale (3)                            | SC Erfurt                     |
| 1909/10 | FC Wacker Halle    | 2. Zwischenrunde (3)                  | VfB Leipzig                   |
| 1910/11 | FC Wacker Halle    | Finale (4)                            | VfB Leipzig                   |
| 1911/12 | FC Wacker Halle    | Finale (4)                            | SpVgg 1899 Leipzig-Lindenau   |
| 1912/13 | Hallescher FC 1896 | Finale A (3)                          | VfB Leipzig                   |
| 1913/14 | FC Wacker Halle    | Halbfinale (4)                        | SpVgg 1899 Leipzig-Lindenau   |
| 1914/15 | Sportfreunde Halle | keine mitteldeutsche Endrunde         | keine mitteldeutsche Endrunde |
| 1915/16 | Borussia Halle     | Finale (5)                            | FC Eintracht Leipzig          |
| 1916/17 | Hallescher FC 1896 | Sieger (4)                            | Hallescher FC 1896            |
| 1917/18 | Hallescher FC 1896 | Finale (4)                            | VfB Leipzig                   |
| 1918/19 | Hallescher FC 1896 | Sieger (4)                            | Hallescher FC 1896            |
| 1919/20 | Kreisliga Saale    | Kreisliga Saale                       | VfB Leipzig                   |
| 1920/21 | Kreisliga Saale    | Kreisliga Saale                       | FC Wacker Halle               |
| 1921/22 | Kreisliga Saale    | Kreisliga Saale                       | SpVgg 1899 Leipzig-Lindenau   |
| 1922/23 | Kreisliga Saale    | Kreisliga Saale                       | SV Guts Muts Dresden          |
| 1923/24 | FC Wacker Halle    | Finale (5)                            | SpVgg 1899 Leipzig-Lindenau   |
| 1924/25 | FC Wacker Halle    | Viertelfinale (3)                     | VfB Leipzig                   |
| 1925/26 | Sportfreunde Halle | Halbfinale (4)                        | Dresdner SC                   |
| 1926/27 | Sportfreunde Halle | 2. Zwischenrunde (3)                  | VfB Leipzig                   |
| 1927/28 | FC Wacker Halle    | Sieger (5)                            | FC Wacker Halle               |
| 1928/29 | Borussia Halle b   | Viertelfinale (3) b                   | Dresdner SC                   |
| 1929/30 | Borussia Halle     | Viertelfinale (3)                     | Dresdner SC                   |
| 1930/31 | FC Wacker Halle    | Viertelfinale (3)                     | Dresdner SC                   |
| 1931/32 | FC Wacker Halle    | Halbfinale (4)                        | PSV Chemnitz                  |
| 1932/33 | FC Wacker Halle    | Viertelfinale (3)                     | Dresdner SC                   |

## Rekordmeister
Rekordmeister der Gauliga Saale ist der FC Wacker Halle, der den Titel zehn Mal gewinnen konnten.
|  | Verein             | Titel | Jahr                                                                                     |
|  | ------------------ | ----- | ---------------------------------------------------------------------------------------- |
|  | FC Wacker Halle    | 10    | 1909/10, 1910/11, 1911/12, 1913/14, 1923/24, 1924/25, 1927/28, 1930/31, 1931/32, 1932/33 |
|  | Hallescher FC 1896 | 6     | 1907/08, 1908/09, 1912/13, 1916/17, 1917/18, 1918/19                                     |
|  | Sportfreunde Halle | 3     | 1914/15, 1925/26, 1926/27                                                                |
|  | Borussia Halle     | 3     | 1915/16, 1928/29, 1929/30                                                                |

## Ewige Tabelle
Berücksichtigt sind alle überlieferten Spielzeiten der erstklassigen Gauliga Mittelelbe von 1905 bis 1933. Die komplette Abschlusstabelle der Meisterschaft 1918/19 ist nicht überliefert, daher floss diese Spielzeit nicht mit in die ewige Tabelle ein.
| Pl. | Verein                                 | Jahre | Sp. | S   | U  | N   | T+   | T-  | Diff. | Punkte  | Ø-Pkt. | Titel | Spielzeiten                     |
| --- | -------------------------------------- | ----- | --- | --- | -- | --- | ---- | --- | ----- | ------- | ------ | ----- | ------------------------------- |
| 1.  | FC Wacker Halle                        | 22    | 275 | 193 | 33 | 49  | 1005 | 467 | +538  | 419:131 | 1,52   | 10    | 1907–1919, 1923–1933            |
| 2.  | Hallescher FC 1896/ VfL Halle 96       | 22    | 276 | 147 | 30 | 99  | 760  | 530 | +230  | 324:228 | 1,17   | 6     | 1907–1919, 1923–1933            |
| 3.  | Borussia Halle                         | 20    | 264 | 133 | 36 | 95  | 771  | 591 | +180  | 302:226 | 1,14   | 3     | 1909–1919, 1923–1933            |
| 4.  | FC Britannia Halle/ Sportfreunde Halle | 20    | 264 | 129 | 32 | 103 | 850  | 663 | +187  | 290:238 | 1,1    | 3     | 1909–1919, 1923–1933            |
| 5.  | FC Hohenzollern Halle/ SV Halle 98     | 22    | 275 | 108 | 41 | 126 | 635  | 652 | −17   | 257:293 | 0,93   | 0     | 1907–1919, 1923–1933            |
| 6.  | SV Merseburg 99                        | 10    | 171 | 72  | 29 | 70  | 402  | 400 | +2    | 173:169 | 1,01   | 0     | 1923–1933                       |
| 7.  | VfB 1912 Merseburg/ VfL 1912 Merseburg | 11    | 185 | 71  | 30 | 84  | 419  | 418 | +1    | 172:198 | 0,93   | 0     | 1915/16, 1923–1933              |
| 8.  | FV Favorit Diemitz/ SC Favorit Halle   | 14    | 209 | 63  | 31 | 115 | 354  | 586 | −232  | 157:261 | 0,75   | 0     | 1914–1916, 1917–1919, 1923–1933 |
| 9.  | SpVgg 1919 Neumark                     | 4     | 72  | 26  | 14 | 32  | 164  | 181 | −17   | 66:78   | 0,92   | 0     | 1927/28, 1930–1933              |
| 10. | FC Preußen Merseburg                   | 4     | 60  | 12  | 7  | 41  | 91   | 272 | −181  | 31:89   | 0,52   | 0     | 1914–1917, 1932/33              |
| 11. | FK Minerva Halle                       | 3     | 42  | 12  | 4  | 26  | 58   | 155 | −97   | 28:56   | 0,67   | 0     | 1914–1917                       |
| 12. | SV 1922 Kayna                          | 2     | 36  | 7   | 5  | 24  | 55   | 107 | −52   | 19:53   | 0,53   | 0     | 1929–1931                       |
| 13. | FC Eintracht Halle                     | 3     | 52  | 5   | 9  | 38  | 81   | 225 | −144  | 19:85   | 0,37   | 0     | 1926–1929                       |
| 14. | FC 1910 Ammendorf                      | 2     | 36  | 5   | 4  | 27  | 48   | 140 | −92   | 14:58   | 0,39   | 0     | 1928–1930                       |
| 15. | FC Preußen/Komet Halle                 | 2     | 32  | 3   | 3  | 26  | 29   | 161 | −132  | 9:55    | 0,28   | 0     | 1923/24, 1925/26                |
| 16. | FC Cöthen 02 c                         | 2     | 12  | 2   | 2  | 8   | 17   | 91  | −74   | 6:18    | 0,5    | 0     | 1907–1909                       |
| 17. | RSV Sportbrüder Halle                  | 1     | 16  | 2   | 2  | 12  | 13   | 48  | −35   | 6:26    | 0,38   | 0     | 1923/24                         |
| 18. | VfB Schkeuditz                         | 1     | 17  | 0   | 2  | 15  | 14   | 79  | −65   | 2:32    | 0,12   | 0     | 1931/32                         |